# Tage Jørgensen
Tage Jørgensen (født 15. oktober 1918 i København, død 9. december 1999 i Gentofte) var dansk fægter og læge med speciale i røntgendiagnostik.

## Fægtning
Han var elev af Leonce Mahaut og repræsenterede Akademisk Fægteklub, af hvis bestyrelse han var medlem 1948-1955.
Han deltog som 17-årig i ungdomslejren ved sommer-OL 1936 i Berlin og som 29-årig i sommer-OL 1948 i London på det danske fleuret-hold.
Som 17-årig, nyoprykket fra juniorrækken gjorde han sig i 1936 bemærket i herrernes individuelle danmarksmesterskab på fleuret, hvor han opnåede en placering som nr. 6 ud af 10 finaledeltagere. Han blev individuel dansk mester på fleuret i 1945. 

## Lægevirksomhed
Han blev student fra Christianshavns Gymnasium i 1937 og medicinsk kandidat fra Københavns Universitet i 1945, hvorefter han arbejdede på sygehusene i Sønderborg, Nyborg, Holbæk, Hillerød, Gentofte samt på Øresundshospitalet, Bispebjerg Hospital og Kommunehospitalet. Han blev speciallæge i røntgendiagnostik og virkede som overlæge på røntgenafdelingerne i Svendborg (1959-1963) og fra 1963 på Diakonissestiftelsen på Frederiksberg i 25 år indtil hospitalets lukning - i en årrække sideløbende med undervisning af lægesekretærer og røntgensygeplejersker.

## Fodbold
Han var under sin tid i Svendborg formand for Svendborg Boldklub (SB) og - efter sammenslutning i 1962 med Kammeraternes Boldklub - Svendborg forenede Boldklubber (SfB). Han var i årene 1969-1972 næstformand i Boldklubben af 1893 (B.93) og var i en periode formand for Dansk Boldspil Unions (DBU) ungdomsudvalg.